# Volkswagen Masters-China
The Volkswagen Masters-China was een golftoernooi van de Aziatische PGA Tour van 2004-2006. Het prijzengeld was US$ 300,000. De eerste winnaar was Rahil Gangjee, die hiermee ook zijn eerste overwinning op de Tour behaalde. Daarna werd het toernooi tweemaal gewonnen door Retief Goosen, terwijl Michael Campbell in beide gevallen als tweede eindigde. 

## Winnaars
| Jaar       | Winnaar          | Score           | Score | Nummer 2         | Score |
| ---------- | ---------------- | --------------- | ----- | ---------------- | ----- |
| 02-05-2004 | Rahil Gangjee po | 69-66-70-68=273 | -15   | Joong-kyung Mo   | -15   |
| 04-09-2005 | Retief Goosen    | 64-67-71-64=266 | -22   | Michael Campbell | -16   |
| 15-10-2006 | Retief Goosen    | 64-65-67-71=267 | -21   | Michael Campbell | -18   |